# Melanoplus acidocercus
Melanoplus acidocercus är en insektsart som beskrevs av Morgan Hebard 1919. Melanoplus acidocercus ingår i släktet Melanoplus och familjen gräshoppor. Inga underarter finns listade i Catalogue of Life.